# Булатович Микола Євгенович
Мико́ла Євге́нович Булато́вич (14 лютого 1909, Київщина — 3 вересня 1937, Харків) — український радянський поет Розстріляного відродження.

## Життєпис
Микола Булатович народився 14 лютого 1909 року в сім'ї православного священика одного з київських приходів.
Маючи нахил до малярства, по закінченні школи поступив у Художній інститут. Проте закінчувати його не побажав, бо зайнявся літературною творчістю.

## Творчість
Перші поезії надрукував у журналі «Глобус» у 1927 році. Потім його вірші почали регулярно з'являлися і в «Житті і революції» та «Молодому більшовику». Перша збірка поезій «Книга тривог» вийшла друком 1930 року., за два роки — друга: «Скажу по правді» (1932).
Микола Булатович належав до наймолодшого покоління українських поетів, належав до літературної організації «Нова генерація» потім — ВУСПП. Аби уникнути традиціоналізму, він прагнув перенести на український ґрунт манеру Маяковського.
Творчі пошуки Микола Булатович поєднував із журналістською діяльністю. Він працював у редакціях часописів «Нова генерація», «Заклик», «Літературна газета», «Радянське літературознавство».
Його життєвий шлях трагічно обірвався, коли Миколі Булатовичу виповнилося усього 28 років.

## Репресії
14 червня 1937 р. «обермейстер» із IV відділу управління Держбезпеки по компоновці звинувачень художній інтелігенції України Гольдман на підставі якихось матеріалів (певно, доносів) знайшла, що комсомолець Булатович являє собою особливу небезпеку для сталінського режиму, і домоглася прокурорської санкції на його арешт та запроторення у спец-корпус енкаведистської тюрми.
Вже на першому допиті слідчий Хаєт висунув проти Булатовича звинувачення в тому, що його батько до революції орендував у Монастирищенському повіті 100 десятин землі, а якийсь далекий родич Баковецький невідомо коли і ким був розстріляний за участь у збройному повстанні.
Та, з погляду Хаєта, найнепрощеннішим гріхом Булатовича було те, що він приятелював із арештованими за контрреволюційну діяльність письменниками: Остапом Вишнею, Чечвянським, Вухналем, Бобинським, Ірчаном, Епіком, Семенком, Чигирином, Шкурупієм, Влизьком, Колесником, Саченком, Калянником, Щупаком, Коваленком, Яловим та іншими «ворогами народу».
Обвинувальний висновок: Булатович М. Є. є членом української націоналістично-фашистської терористичної організації, а отже, відповідно указові від 1 грудня 1934 р., підлягає суду Військової колегії Верховного Суду СРСР.
Його ім'я фігурує у Сталінських списках, де «БУЛАТОВИЧУ Николаю Евгеньевичу» з подання «Центрального аппарата УГБ НКВД УССР» присуджено вирок — «Кат.1», тобто страта. 25 серпня 1937 року, серед багатьох інших, особисто Сталин, Молотов своїми підписами вирок схвалили.
Тому засідання виїзної сесії Військової колегії під головуванням диввійськюриста Орлова, що відбулося 2 вересня 1937 р було вже проформою.
Як засвідчують документи, вирок було виконано протягом доби: 3 вересня 1937 року, у повній згоді зі згаданим указом від 1 грудня 1934 р.

## Реабілітація
Микола Булатович реабілітований посмертно. 20 липня 1957 року Військова комісія Верховного Суду СРСР за поданням Головної військової прокуратури ухвалила: вирок Військової колегії Верховного Суду СРСР від 2 вересня 1937 р. стосовно Миколи Булатовича скасувати і справу припинити за відсутністю складу злочину.